# Clematis bojeri
Clematis bojeri är en ranunkelväxtart som beskrevs av William Jackson Hooker. Clematis bojeri ingår i släktet klematisar, och familjen ranunkelväxter.

## Underarter
Arten delas in i följande underarter:
- C. b. macrophylla
- C. b. oligophylla
- C. b. pseudoscabiosifolia